# Peter Burling
Peter Burling (ur. 1 stycznia 1991 w Taurandze) – nowozelandzki żeglarz startujący w klasie 49er oraz 420. Złoty i srebrny medalista igrzysk olimpijskich w klasie 49er w załodze z Blair Tuke. Czterokrotny mistrz świata w klasie 49er.

## Życiorys

### Edukacja
Urodził się w 1991 roku w Taurandze. Jego edukacja rozpoczęła się w Welcome Bay School i Tauranga Intermediate School. Uczęszczał do liceum w Taurandze. Studiował Inżynierię Mechaniczną na Uniwersytecie w Auckland, gdzie ukończył połowę czteroletniego dyplomu.
Zaczął pływać w wieku sześciu lat. W wieku ośmiu lat wstąpił do klubu jachtowego Tauranga i zaczął dla niego startować.

### Wczesne starty juniorskie

#### Klasa Optimist
Burling wystartował w swoich pierwszych zawodach w klasie Optimist w wieku 9 lat. W wieku 11 lat w 2002 r. Burling zajął 2. miejsce w mistrzostwach Nowej Zelandii w tej samej klasie. Wystartował w Mistrzostwach Świata w 2002 roku w Teksasie w wieku 11 lat. W 2003 roku, w wieku 12 lat, Burling wygrał nowozelandzkie zawody i rywalizował w 2003 w Mistrzostwach Świata na Wyspach Kanaryjskich, które ukończył na 40. miejscu. W wieku 12 lat skończył pływać na klasie Optimist.

#### Klasa Starling i 420
W wieku 13 lat był drugi w Nowej Zelandii w klasie Starling (w klasyfikacji poniżej 17 lat).
W wieku 15 lat (wraz z Carlem Evansem) wygrał Mistrzostwa Świata w klasie 420 na Wyspach Kanaryjskich – stali się najmłodszymi żeglarzami, którzy kiedykolwiek wygrali takowe zawody.

### Seniorskie starty
Był sternikiem reprezentacji Nowej Zelandii na America’s Cup na Bermudach. Latem 2017 r. został najmłodszym zwycięzcą w historii Pucharu Ameryki, kiedy w wieku 26 lat on i jego zespół wygrali 35. edycję.
Burling poprowadził drużynę narodową do zwycięstwa w inauguracyjnym Red Bull Youth America’s Cup w San Francisco we wrześniu 2013 r.
Burling i Tuke są pierwszymi żeglarzami, którzy wygrali cztery kolejne mistrzostwa świata w klasie 49er (2013, 2014, 2015 i 2016). Wygrali wszystkie 28 głównych regat w klasie 49er pomiędzy Igrzyskami Olimpijskimi w Londynie (2012) i w Rio (2016).

### Igrzyska olimpijskie
Zajął 11. miejsce w klasie 470 na Igrzyskach Olimpijskich w 2008 roku. Mając 17 lat (nadal ucząc się w szkole) był najmłodszym żeglarzem reprezentującym Nową Zelandię na Igrzyskach Olimpijskich. Był najmłodszym żeglarzem na Igrzyskach Olimpijskich w 2008 i najmłodszym członkiem drużyny olimpijskiej w Nowej Zelandii w 2008 roku.
Podczas Igrzysk Olimpijskich w Londynie w 2012 r. Burling (wówczas 21-latek) był najmłodszym żeglarzem w klasie 49er. Zdobył srebrny medal wraz z Blair Tuke. Jego medal był łącznie setnym medalem olimpijskim dla Nowej Zelandii.
Był chorążym reprezentacji Nowej Zelandii podczas Igrzysk Olimpijskich 2016. W wieku 25 lat był najmłodszym kapitanem zespołu olimpijskiego złotego medalu w klasie 49er. On i Tuke wygrali w swojej klasie z łączną 43 punktową przewagą, zdobywając największą liczbę punktów w tej żeglarskiej klasie na Igrzyskach Olimpijskich od ponad 50 lat.

## Osiągnięcia

### Igrzyska olimpijskie
- 2016 – klasa 49er
- 2012 – klasa 49er

### Mistrzostwa Świata
- klasa 49er (2013, 2014, 2015, 2016)
- klasa 420 (2006, 2007)

### Puchar Ameryki
- 35. edycja Pucharu Ameryki (2017)

## Nagrody i wyróżnienia
- Członek Orderu Zasługi Nowej Zelandii za zasługi dla żeglarstwa (2017)
- Żeglarz Roku wg ISAF (2015, 2017)
- Młody żeglarz roku (2006, 2007, 2008, 2011)